# Atentados de Túnez de 2019
Los atentados con bombas de Túnez ocurrieron el 27 de junio de 2019, cuando dos atacantes suicidas detonaron sus explosivos en dos zonas de la Ciudad de Túnez, capital de la República Tunecina, matando a un oficial de policía e hiriendo a otras nueve personas. El Estado Islámico de Irak y el Levante se atribuyó la responsabilidad.

## Ataque
El primer atentado suicida ocurrió cerca de la embajada de Francia en la calle Charles de Gaulle en Túnez. El atacante apuntó a una patrulla policial, matando a un oficial e hiriendo a cuatro, entre ellos otro oficial y tres civiles. El segundo ataque ocurrió cuando el atacante explotó en una base de la guardia nacional en el distrito de al-Qarjani de Túnez.
Más tarde ese mismo día, el Estado Islámico de Irak y el Levante se atribuyó la responsabilidad. El ataque tuvo lugar el mismo día en que Béji Caïd Essebsi fue trasladado al hospital en estado crítico por una condición de salud grave, y un día después del cuarto aniversario del ataque masivo a tiros en dos hoteles de Susa.

## Medidas de seguridad
Como resultado de estos ataques, el 5 de julio de 2019, el primer ministro tunecino, Youssef Chahed, prohibió el uso del niqab (un velo que cubre todo el rostro) en instituciones públicas con efecto inmediato, alegando razones de seguridad. La decisión se produjo en un momento de mayor inseguridad en el país. El ataque fue el tercer incidente de este tipo en una semana y se produjo en el pico de la temporada turística mientras Túnez se preparaba para las elecciones parlamentarias de otoño.